# Ведмежі дуби (пам'ятка природи)
Ведме́жі дуби́ — ботанічна пам'ятка природи місцевого значення в Україні. Об'єкт природно-заповідного фонду Івано-Франківської області. 
Розташована в межах Новицької сільської громади Калуського району Івано-Франківської області, в центральній частині села Берлоги (біля старої церкви).
Площа 0,03 га. Статус надано згідно з рішенням обласної ради від 24.03.2011 року № 90-4/2011. Перебуває у віданні Берлогівської сільської ради.
Статус надано для збереження 3 дубів віком бл. 400 років.